# نايديو
نايديو (بالإنجليزية: Nadeo)‏ هي شركة فرنسية مطورة لألعاب الفيديو، تأسست عام 2000 و هي تابعة لـ يوبي سوفت بعد استحواذها عليها في 2009.

## الألعاب
- تراكمانيا
- تراكمانيا باور أب !